# Holotrichia carmelita
Holotrichia carmelita är en skalbaggsart som beskrevs av Max Quedenfeldt 1888. Holotrichia carmelita ingår i släktet Holotrichia och familjen Melolonthidae. Inga underarter finns listade i Catalogue of Life.